# Ronald Ram
Ronald Ram (26 mei 1982) is een voormalige Fijisch voetballer die bij voorkeur als middenvelder speelt.   
Op 1 juli 2003 in de thuiswedstrijd tegen Tuvalu maakte Ram zijn debuut voor Fiji voetbalelftal. Hij begon basis in de wedstrijd en hij deed hele wedstrijd mee. De wedstrijd ging gewonnen met 4-0.  Hij heeft 2 wedstrijden gespeeld voor zijn nationale ploeg.
Ram beëindigde zijn voetbalcarrière in 2010.